# Brooklyn Rapid Transit Company
La Brooklyn Rapid Transit Company, nota anche con l'acronimo BRT, era una holding di trasporto pubblico nata nel 1896 per acquistare e sviluppare le linee di trasporto a Brooklyn e Queens. Era quotata alla borsa di New York.
Nel 1919, divenne insolvente e dopo una ristrutturazione nacque la Brooklyn-Manhattan Transit Corporation nel 1923.